# ケニー・バロン
ケニー・バロン（Kenny Barron、1943年6月9日 - ）は、アメリカのジャズ・ピアニストである。何百ものレコーディングにリーダーおよびサイドマンとして参加しており、ビバップ時代から最も影響力のある主流ジャズ・ピアニストの1人と考えられている。

## 略歴
ペンシルベニア州フィラデルフィアで生まれたケニー・バロンは、テナー・サックス奏者ビル・バロン（1927年–1989年）の弟。最初に行ったギグの1つは、ディジー・ガレスピー・カルテットのピアニストとしてであった。バロンは1962年頃、「ジャズテット (The Jazztet)」のメンバーとなったが、彼らとは録音を残していない。
1978年にエンパイア・ステート・カレッジ（ニューヨーク・メトロポリタンセンター）で芸術の学士号を取得して卒業した。
1982年には「スフィア」というグループ、また2000年代には「クラシカル・ジャズ・カルテット」を、共同で率いている。
1987年から1991年の間に、バロンはスタン・ゲッツといくつかのアルバムをレコーディングした。最も有名なのは、アルバム『ヴォェジ (Voyage)』、『ボサ&バラード - ロスト・セッション』、『Serenity』、『ステラ・バイ・スターライト ライヴ・アット・モンマルトル (Anniversary!)』、『ピープル・タイム』2枚組CDセットである。
彼はグラミー賞に9回、またアメリカ・ジャズの殿堂にノミネートされている。2009年にアメリカ芸術科学アカデミーのフェローに選出された。
2010年5月、バロンは、アフリカ生まれのシンガーソングライターであるアンジェリーク・キジョー、スペインのギタリストであるパコ・デ・ルシア、ソングライター・デュオのレオン・ハフ & ケネス・ギャンブルと共に、バークリー音楽大学から音楽名誉博士号を授与された。
バロンは25年以上にわたり、ニュージャージー州のラトガース大学でピアノとキーボードのハーモニーについてを教えていた。現在、ジュリアード音楽院で教壇に立っている。彼のピアノの生徒には、アール・マクドナルド、ハリー・ピケンズ、アーロン・パークスなどがいる。

## ディスコグラフィ

### リーダー・アルバム
- 『ユー・ハド・ベター・リッスン』 - You Had Better Listen (1967年、Atlantic) ※with ジミー・オーウェンズ
- 『サンセット・トゥ・ドーン』 - Sunset to Dawn (1973年、Muse)
- Peruvian Blue (1974年、Muse)
- Lucifer (1975年、Muse)
- 『イノセンス』 - Innocence (1978年、Wolf)
- 『トゥゲザー』 - Together (1978年、Denon) ※with トミー・フラナガン
- 『イン・タンデム』 - In Tandem (1980年、Muse) ※with テッド・ダンバー
- Golden Lotus (1982年、Muse)
- 『アット・ザ・ピアノ』 - Kenny Barron at the Piano (1982年、Xanadu)
- 『いもライヴ』 - Imo Live (1982年、Whynot) ※Kenny Barron Trio名義
- 『スパイラル』 - Spiral (1982年、Baybridge)
- Green Chimneys (1983年、Criss Cross Jazz)
- 『ランドスケイプ』 - Landscape (1984年、Baystate)
- Autumn in New York (1984年、Uptown) ※『New York Attitude』として再発あり
- 『スクラッチ』 - Scratch (1985年、Enja)
- 『1+1+1』 - 1+1+1 (1986年、BlackHawk) ※with ロン・カーター、マイケル・ムーア
- 『ホワット・イフ?』 - What If? (1986年、Enja)
- Two as One (1986年、Red) ※with バスター・ウィリアムス
- 『ザ・レッド・バロン・デュオ』 - The Red Barron Duo (1988年、Storyville) ※with レッド・ミッチェル
- 『ライヴ・アット・ファット・チューズデイ』 - Live at Fat Tuesdays (1988年、Enja)
- 『リズム・エー・ニング』 - Rhythm-a-Ning (1989年、Candid) ※with ジョン・ヒックス
- The Only One (1990年、Reservoir)
- Invitation (1990年、Criss Cross Jazz)
- 『スプリング・イズ・ヒア』 - Live at Maybeck Recital Hall Volume Ten (1991年、Concord Jazz)
- 『レムリア』 - Lemuria-Seascape (1991年、Candid) ※Kenny Barron Trio名義
- 『クイックステップ』 - Quickstep (1991年、Enja) ※Kenny Barron Quintet名義
- 『テンダリー』 - Confirmation (1991年、Candid) ※with バリー・ハリス
- 『サンバオ』 - Sambao (1992年、Verve)
- 『ピープル・タイム』 - People Time (1992年、EmArcy) ※with スタン・ゲッツ
- 『アザー・プレイセス』 - Other Places (1993年、Verve)
- 『ザ・モーメント』 - The Moment (1994年、Reservoir) ※Kenny Barron Trio名義
- 『ワン・フィンガー・スナップ』 - Wanton Spirit (1994年、Verve) ※with ロイ・ヘインズ、チャーリー・ヘイデン
- 『スワンプ・サリー』 - Swamp Sally (1995年、Verve) ※with ミノ・シネル
- 『シングズ・アンシーン』 - Things Unseen (1997年、Verve)
- 『ナイト・アンド・ザ・シティ』 - Night and the City (1998年、Verve) ※with チャーリー・ヘイデン
- 『スピリット・ソング』 - Spirit Song (1999年、Verve)
- 『フリーフォール』 - Freefall (2000年、Verve) ※with レジーナ・カーター
- 『ライヴ・アット・ブラッドレイズ』 - Live at Bradley's (2001年、EmArcy) ※Kenny Barron Trio名義
- 『カンタ・ブラジル』 - Canta Brasil (2002年、Sunnyside)
- 『イメージズ』 - Images (2003年、Sunnyside) ※Kenny Barron Quintet名義
- 『ピース』 - Peace (2003年、DIW) ※with ジョルジュ・ロベール
- 『スーパー・スタンダード』 - Super Standard (2004年、Venus) ※スーパー・トリオ名義
- 『ライヴ・アット・ブラッドレイズ2 - ザ・パーフェクト・セット』 - Live at Bradley's II (2005年、Universal) ※Kenny Barron Trio名義
- 『トラヴェラー』 - The Traveler (2007年、Sunnyside)
- 『マイナー・ブルース』 - Minor Blues (2009年、Venus) ※Kenny Barron Trio名義
- Kenny Barron & the Brazilian Knights (2012年、Sunnyside)
- 『ビューティフル・ラヴ』 - Beautiful Love - The Excellent Jazz Standards Collection Vol. 1 (2013年、Eighty-Eight's)
- 『マイ・ファニー・ヴァレンタイン』 - My Funny Valentine - The Excellent Jazz Standards Collection Vol. 2 (2013年、Eighty-Eight's)
- The Art of Conversation (2014年、Impulse!) ※with デイヴ・ホランド
- 『グッド・ライフ!』 - Coming Home (2014年、GPR Recordings) ※with ジョルジュ・ロベール
- 『ブック・オブ・イントゥイション』 - Book of Intuition (2016年、Impulse!) ※Kenny Barron Trio名義
- Concentric Circles (2018年、Blue Note) ※Kenny Barron Quintet名義
- 『アート・オブ・ザ・ピアノ・デュオ - ライヴ』 - Live - The Art Of Piano Duo (2019年、Groovin' High) ※with マルグリュー・ミラー

出典:

### スフィア
- 『フォア・イン・ワン』 - Four in One (1982年)
- Flight Path (1983年)
- Sphere On Tour (1985年)
- Live at Umbria Jazz (1986年) ※後に『Pumpkin's Delight』として再発
- Four for All (1987年)
- Bird Songs (1988年)
- 『スフィア』 - Sphere (1997年)

### クラシカル・ジャズ・カルテット
- Tchaikovsky's Nutcracker (2001年、Vertical Jazz) ※『The Classical Jazz Quartet Play Tchaikovsky』 (2006年)として再発あり
- The Classical Jazz Quartet Play Bach (2002年、Vertical Jazz)
- The Classical Jazz Quartet Play Rachmaninov (2006年、Kind of Blue)
- Christmas (2006年)